# Vennivaara
Vennivaara är en kulle i Finland. Den ligger i Rovaniemi och landskapet Lappland, i den norra delen av landet, 700 km norr om huvudstaden Helsingfors. Toppen på Vennivaara är 223 meter över havet, eller 91 meter över den omgivande terrängen. Bredden vid basen är 12,0 km.
Terrängen runt Vennivaara är huvudsakligen platt. Runt Vennivaara är det mycket glesbefolkat, med 2 invånare per kvadratkilometer.